# Hermann Tempel (Politiker, 1889)
Hermann Bernhard Christoph Tempel (* 29. November 1889 in Ditzum; † 27. November 1944 in Oldenburg) war ein deutscher Politiker (SPD).

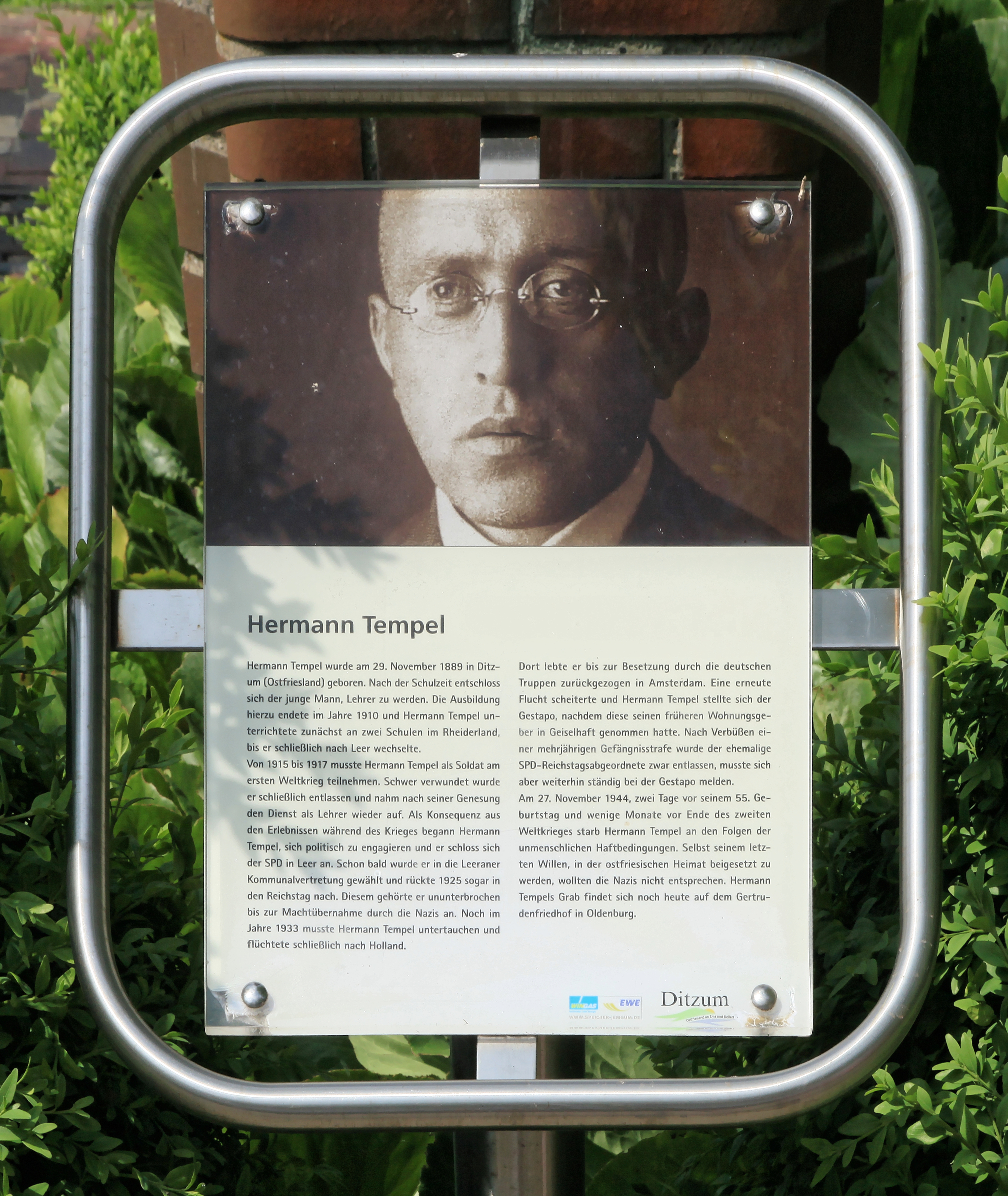
Informationstafel über Hermann Tempel in Ditzum

## Leben und Wirken
Tempel besuchte die Volksschule in Ditzum. Später besuchte er eine Präparandenanstalt und das Lehrerseminar in Aurich. Im Jahr 1910 legte er die Lehrerprüfung ab. Von 1915 bis 1916 nahm Tempel als Infanterist am Ersten Weltkrieg teil, wo er verwundet wurde. Danach kehrte er als Volksschullehrer in Leer ins zivile Leben zurück. Von 1920 bis 1921 studierte Tempel – ohne Abschluss – an den Universitäten Hamburg und Berlin die Fächer Psychologie und Philosophie.
Im Jahr 1919 trat Tempel in die Sozialdemokratische Partei Deutschlands (SPD) ein. Für diese gehörte er zunächst dem Magistrat der Stadt Leer an. Daneben gründete er 1924 gemeinsam mit Louis Thelemann die regionale Parteizeitung Volksbote und war auch als Redakteur für diese tätig. Er galt als scharfer Gegner nicht nur der Nationalsozialisten, sondern auch der KPD, die vor allem in Emden nahezu gleich stark war wie die SPD. So verglich er in einem Artikel im Volksboten den Emder KPD-Senatoren Gustav Wendt mit dem bekannten Antisemiten Ludwig Münchmeyer und bezeichnete sie als „siamesische Zwillinge“. Der Historiker Dietmar von Reeken urteilte dazu, es sei „angesichts der Tatsache, dass Münchmeyer besonders in Ostfriesland als übler nationalsozialistischer und vor allem antisemitischer Hetzer berüchtigt war, nicht gerade ein schmeichelhafter Vergleich“ gewesen.
Von 1925 bis 1933 gehörte Tempel knapp acht Jahre lang für seine Partei dem Reichstag der Weimarer Republik als Abgeordneter an. Sein erster Einzug in das Berliner Parlament im September 1925 ergab sich aus dem Ableben des SPD-Abgeordneten für den Wahlkreis 14 (Weser-Ems) Wilhelm Helling, dessen Mandat Tempel für den Rest der Legislaturperiode bis 1928 wahrnahm. In den Jahren 1928 bis 1933 wurde Tempel insgesamt fünf Mal als Abgeordneter des Wahlkreises 14 bestätigt.
Im März 1933 stimmte Tempel gemeinsam mit den übrigen Abgeordneten seiner Fraktion gegen das Ermächtigungsgesetz. Im gleichen Monat wurde ein Redeverbot gegen ihn erlassen; sein Haus wurde mehrfach von der SA durchsucht. Rechtzeitig gewarnt, konnte sich Tempel im Sommer 1933 seiner Verhaftung entziehen und in die Niederlande flüchten, wo er in den folgenden Jahren als Emigrant lebte. Im Oktober 1937 wurde er ausgebürgert. In Amsterdam gehörte Tempel zu den neun Männern, die den inneren Kreis der dortigen Exil-Gruppe der SPD bildeten. Im Gegensatz zur sechsköpfigen Mehrheit der Gruppe lehnten Tempel, Anton Reissner und Alfred Mozer die Bestrebungen zur Bildung einer linken Einheitspartei mit den Kommunisten ab.
Nach dem deutschen Einmarsch in den Niederlanden im Frühjahr 1940 tauchte Tempel unter, stellte sich jedoch der Amsterdamer Gestapo, nachdem sein Vermieter verhaftet worden war. Seit 5. Dezember 1940 zunächst in Polizei-, dann in „Schutzhaft“, wurde er im Juli 1941 vom Oberlandesgericht Hamm wegen Vorbereitung zum Hochverrat zu zwei Jahren Haft verurteilt. Nach der Entlassung aus dem Strafgefängnis Wolfenbüttel im Dezember 1942 stand Tempel unter Polizeiaufsicht; Anfang 1944 zog er nach Oldenburg und arbeitete dort als Hilfsarbeiter im Schuhgroßhandel. Nach dem Attentat vom 20. Juli 1944 wurde er in der „Aktion Gitter“ für zwei Tage verhaftet. Tempel starb „an einem Tumor, den Folgen der Haft und physischer Mißhandlung“. Zum Zeitpunkt seines Todes war seine Einweisung in ein Ausländerlager als Staatenloser angeordnet worden. Tempels Wunsch, in seiner Heimat Ostfriesland begraben zu werden, entsprachen die Nationalsozialisten nicht: Er wurde vielmehr auf dem Gertrudenfriedhof in Oldenburg beerdigt – unter Aufsicht der Gestapo.

## Gedenken

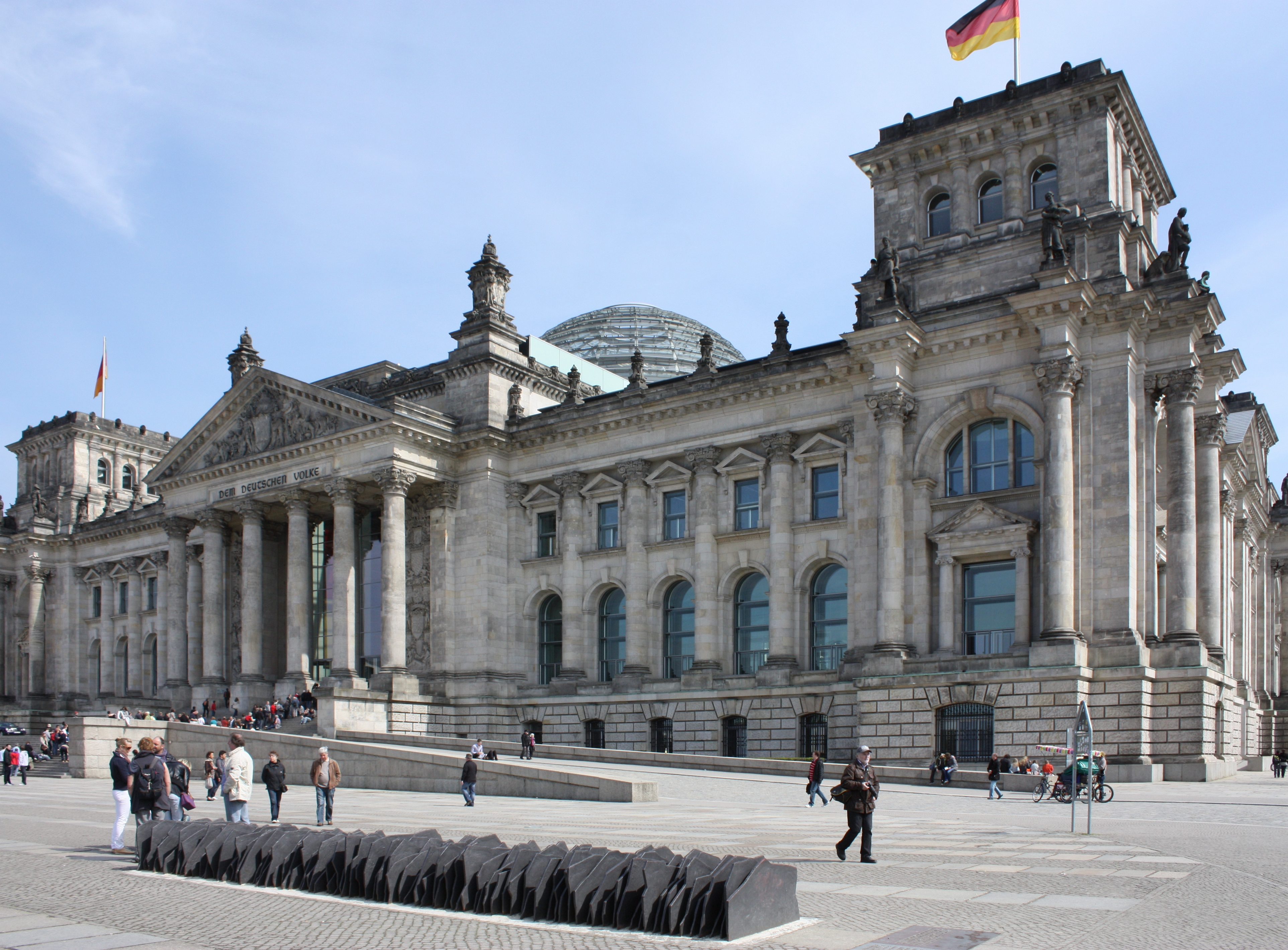
Gedenktafeln am Reichstag

In der sozialdemokratischen Erinnerungskultur ist Tempel im Vergleich zu den meisten Reichstagsabgeordneten der Weimarer Republik verhältnismäßig viel Aufmerksamkeit zuteilgeworden: 1974 erinnerte der damalige Vorsitzende der SPD-Fraktion im Bonner Bundestag Herbert Wehner in einer öffentlichen Ansprache an Tempels Leben, an sein politisches Wirken und seine „Ermordung“. Vor dem Berliner Reichstag ist Tempel eine der 96 Gedenktafeln zur Erinnerung an von den Nationalsozialisten ermordete Reichstagsabgeordnete gewidmet.
Außerdem erinnert der seit 2000 vom SPD-Bezirk Weser-Ems vergebene Hermann-Tempel-Preis an den Politiker. Dieser Preis wird jährlich auf dem Bezirksparteitag der Weser-Ems-SPD „für herausragende Parteiarbeit“ verliehen.

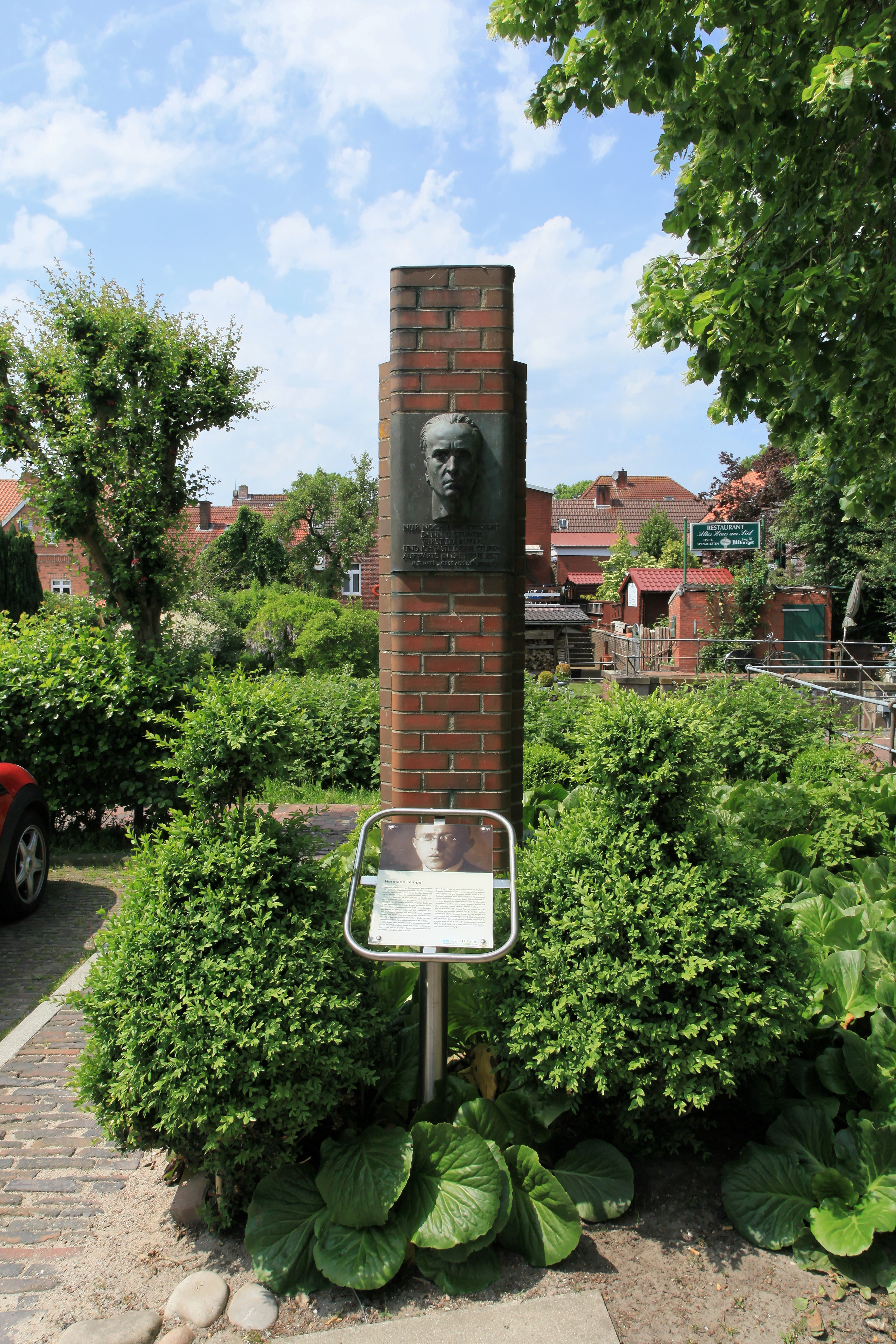
Das Hermann-Tempel-Denkmal in Ditzum

Die SPD im Landkreis Leer verleiht seit 1989 (zum 100. Geburtstag Tempels) in unregelmäßigen Abständen von wenigen Jahren die Hermann-Tempel-Medaille an „Personen oder Gruppen […], die sich besonders im Sinne des Lebens und Wirkens des ehemaligen Leeraner SPD-Reichstagsabgeordneten Hermann Tempel verdient gemacht haben“. Bisherige Preisträger waren Heinz Galinski (ehem. Präsident des Zentralrates der Juden in Deutschland, 1989), Hans Koschnick (für sein Engagement im jugoslawischen Bürgerkrieg, 1995), das Dokumentations- und Informationszentrum Emslandlager (für die Aufarbeitung der Geschichte der KZs im Nordwesten Deutschlands, 1998), Anetta Kahane von der Amadeu Antonio Stiftung (für ihre Arbeit gegen rechtsradikale Gewalt, 2002), Maria Rieken und Wilhelm Rolfes (für ihre Arbeit mit „jungen, gestrauchelten Menschen“ auf einem Ökohof in Burlage, 2005) sowie die Helfer der Suppenküche der Christuskirche Leer (für ehrenamtliche Sozialarbeit, 2009).
Nach dem Politiker wurden Straßen in Aurich, Bramsche, Leer und Oldenburg sowie die Hermann-Tempel-Gesamtschule in Ihlow (Landkreis Aurich) benannt, letztere auf Vorschlag eines Ihlower Bürgers bei einem Namenswettbewerb 1973. In Leer ist zudem die Stadtbibliothek im „Hermann-Tempel-Haus“ untergebracht, einem ehemaligen Speicher. In seinem Heimatort Ditzum ist ein Platz nach dem Politiker benannt. Dort steht ein Denkmal für Hermann Tempel.

## Schriften
- Horst Milde (Hrsg.): Wilhelm Tempel. Verse aus Meiner Zelle, Wilhelmshaven 1965.
- Hermann Tempel. 1889-1944. Eine Dokumentation aus dem literarischen Nachlass, 1980.